# Vajdai Vilmos
Vajdai Vilmos (Dunaújváros, 1962. június 18. –) magyar színész, rendező, zenei dramaturg.
A legsokoldalúbb, legnehezebben kategorizálható magyar művészek egyike. Közel negyedszázada tagja a belváros világhírű társulatának, a Budapesti Katona József Színháznak. Alapító igazgatója és mindenese az alternatív TÁP Színháznak. Alapító tagja volt a Korai Öröm zenei formációnak. Rendez színházban és rádióban, hasonló minőségben volt jelen példaképe, Halász Péter Műcsarnokban celebrált, rendhagyó ravatalánál. Számos színházi előadás, film zeneszerzője, illetve zenei szerkesztője. Még 2009-ben is aktív lemezlovas volt.

## Életpályája
Szülei művészetkedvelők voltak. A középiskola elvégzése után egy év útkereséssel, felkészüléssel telt el. Néhány hónapig a MOM lapjánál, a Fókusznál újságíró gyakornok volt. 1982-ben sikeresen felvételizett a főiskolára, ahol Major Tamás, Székely Gábor és Zsámbéki Gábor voltak a tanárai. A főiskolai gyakorlatot a „Katonában” töltötte. Ettől a teátrumtól kapta első szerződését, státusza azóta is változatlan. 
Tanulóévei alatt szerepet kapott – többek között – az Übü király című produkcióban, amellyel számos országban vendégszerepelt. Meghatározó de néma szereplője napjaink sokat utazó, földrészeket bejáró darabjának, az Ivanovnak is. Vajdai sokat foglalkoztatott karakterszínész, akár epizodistaként is kategorizálhatnánk. Az évek óta telt házakat vonzó sikerdarabokban, (Top Dogs; Ledarálnakeltűntem) vagy Bozsik Yvette modern táncjátékaiban nyújtott alakításai azonban bizonytalanná teszik a minősítőt.
„Szabadidejében" lemezlovasként is ténykedett. 1994-ben akkori működési helyszínén, a Tilos az Á-ban a „csapos” Szabó Győzővel ötölték ki a Tilos az Á Performance a későbbi TÁP Színház művészi elképzeléseit. Az alkalmi, rendhagyó társulat azóta is az alternatív mozgalom meghatározó formációja.

## Szerepeiből

### Színház
- Molière:
  - Tudós nők (Tüske[6])
  - A fösvény (Rendbiztos
  - A mizantróp (Ariste)
  - A nők iskolája (Enrique)

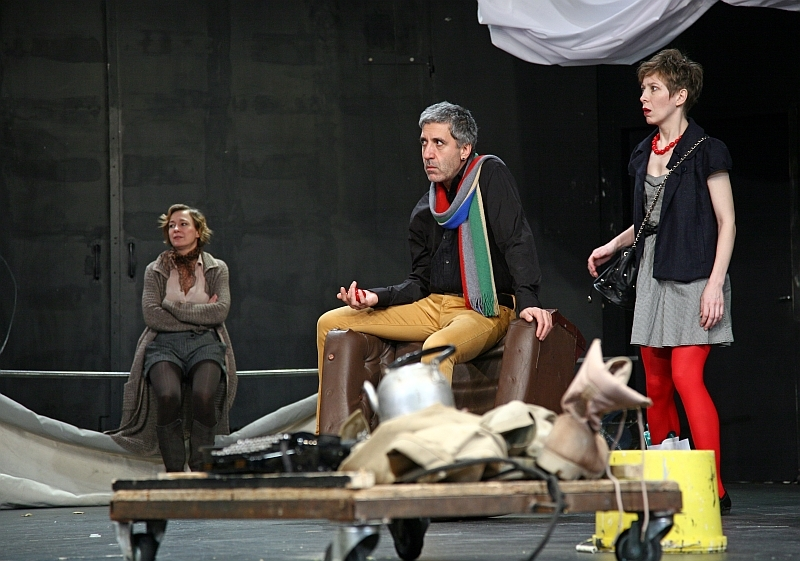
A mizantróp című előadásban, 2011-ben (Szilágyi Lenke felvétele)

- Alfred Jarry: Übü király (Lengyel hadsereg, Renszky, Hírnök, Paraszt, 4. nemes, 3. hivatalnok)
- Pirandello: Az ember, az állat és az erény (Giglio)
- Shakespeare:
  - Coriolanus
  - Vízkereszt, vagy amit akartok (Nemes Keszeg András)
  - Hamlet (Guildenstern, Marcellus, 1. sírásó)
  - Julius Caesar (Cinna)
  - Szeget szeggel (Hólyag)
  - A vihar (Sebastian)
  - Tévedések vígjátéka (Dr. Csipet)
- Kusan: Galócza (Adam Zazics[7])
- Spiró György:
  - Csirkefej (Haver)
  - Koccanás (Idegenvezető)
- Pierre Corneille: L'Illusion Comique (Börtönőr)
- Füst Milán: Catullus (Rufus)
- Petrusevszkaja: Három lány kékben (Fiatalember)
- Gogol: A revizor (Pincér)
- Elias Canetti: Esküvő (Karl)
- Csehov
  - Platonov (Vendég)
  - Ivanov (Gavrila inas)
- Brecht:
  - Turandot (Gu, Strichelő Tui, A szerelmi élet Tuija, Rajzoló)
  - Weill: Koldusopera (Smith)
- Esterházy Péter: Kelj föl, te szemét, itt a kibontakozás...
- Zelenka: Hétköznapi őrületek
- Koltes: Roberto Zucco (A türelmetlen strici)
- Büchner:Danton halála (Barére, Úrfi, 1. hóhér)
- Boszorkányok
- Pirandello: Ma este improvizálunk
- Goldoni: 
  - Az új lakás (Szolga)
  - A nyaralás (Don Gasparo)
- Halász Péter:
  - Önbizalom (Zsing Zsengoa)
  - Pillanatragasztó
- Halász Péter-Kornis Mihály: hatalom, pénz, hírnév, szépség, szeretet
- Victor Hugo-Jeles András: A nevető ember (3. bíró)
- Stoppard: Árkádia (Noakes, tájkertész); (Jellaby)
- Lőrinczy Attila: Balta a fejbe (Bitó)
- Bozsik Yvette:
  - Kabaré
  - Dadaisták
  - Állatfarm (Öreg Őrnagy; Hógolyó)
  - Commedia dell’arte (Pantalone)
- Hamvai Kornél: Hóhérok hava (Férj, főnök, Méder)
- Peter Handke: Az óra, amikor semmit nem tudtunk egymásról
- Widmer: Top Dogs (Toni)
- Vinnai András–Bodó Viktor:
  - Ledarálnakeltűntem
  - Motel (Holden Zoboloffer, Dr. Szíjjártó Zoltán)
- Ödön von Horváth: 
  - Hit, remény, szeretet (Főboncnok)
  - Mit csinál a kongresszus? (Egészségügyi tanácsos)
  - A végítélet napja (Több szerep)
- Kukorelly Endre: Élnek még ezek? (Hidas Ádám)
- Molière-Petri György-Bodó Viktor: A nagy Sganarelle és Tsa (Don Juan)
- Forgách András: A kulcs (Pincér)
- Papp András–Térey János: Kazamaták
- Ibsen: A vadkacsa (vendég)
- Bereményi Géza: Légköbméter (Doskocil)[8]
- Najmanyi László: Clara és Leon (Professor Theremin ) (*)[9]
- Simon Stephens: Harper Regan (James)
- Ivan Viripajev: Részegek (Rudolf)
- Eduardo de Filippo: A komédia művészete (Girolamo Pica)

### Film
- Meteo (1989)
- Túsztörténet (1989)
- A Morel fiú (1999)
- Cukorkékség (1999)
- VII. Olivér (2000)
- Partik réme (2002)
- Szerelem utolsó vérig (2002)
- Lili (2003)
- Mix (2004)
- Szezon (2004)
- Randevú (2006)
- Overnight (2007)
- Márió, a varázsló (2007)
- Para (2008)
- Apacsok (2010)
- Dumapárbaj (2014)
- Genezis (2018)

### Televízió
- Üvegvár a Mississippin (1985)
- NEM (1987)
- Rizikó (1993)
- Kisváros (1994)
- Ábel az országban (1994)
- Éjfél (1998)
- Az öt zsaru (1998)
- A kékszemű (1999)
- Csodálatos vadállatok (2005)
- Fenn a hegyen (2006)
- Koccanás (2009)
- Munkaügyek (2013)
- Keresztanyu (2022)
- A Séf meg a többiek (2022)

## Rendezéseiből

### Színház
- Boszorkányok
- Odüsszeusz: Egy állomás
- Dosztojevszkij: Bűn és bűnhődés
- Tornatore: Formalitás
- Sultz Sándor: Micimackúr
- Hangoslevél - Halász Péter üzenetei
- Keresők (*)
- Alatta felette, kintről be bentről ki (*)
- Etchno (*)
- Fisherman's friends (*)
- Lemegy a Nap - Minden Rossz Varieté (*)
- Virtuális valóság (*)
- 100 éves a TÁP Színház! (*)

- Békeffi István - Szenes Iván - Fényes Szabolcs: Szerencsés flótás Városmajori Szabadtéri Színpad

- Osztrovszkij: Jövedelmező állás
- Sartre: Lö csibészek - A Pokoli Trió
- Vinnai András: Furnitur
- Sándor Júlia: Korrup Schőn
- Milena Marković: Babahajó
- magyarIQm
- Irány Hawaii!

- Presznyakov fivérek: Черенадраг (Cserenadrág)
- Philipp Löhle: Nem vagyunk mi barbárok

### Televízió
- Keresők (Társrendező: Hajdú György)

### Rádió
- Szerb Antal: Az utas és a holdvilág
- Háy János és Vinnai András műveiből: Kurátorok
- Görög filozófusok (radio vvversion)

## Zenei közreműködések
- Euripidész: Getting horny
- Halász Péter-Kornis Mihály: Hatalom, pénz, hírnév, szépség, szeretet
- Egressy Zoltán: Portugál
- Vinnai András–Bodó Viktor: Ledarálnakeltűntem
- Congreve: Így él a világ
- Bartis Attila: Anyám, Kleopátra
- Ragnhild Nilstun : Az apuka
- Roland Schimmelpfennig : Az arab éjszaka
- Jack Smith halott
- Forgách András: A kulcs
- Srbljanović: Sáskák
- Bakkhánsnők
- Az öldöklő angyal
- A nagy Sganarelle és Tsa (Don Juan)
- Álmok a szekrényből (Divatperformansz)
- Én egy szemüveges kisfiú vagyok
- Fafeye, a tenger ész
- Bombajó. Kamarás Iván albumának szerkesztője

## Díjai, elismerései
- Székláb-díj[10]
- A TÁP Színház díjai
  - Capitano-díj (2008)[11]
  - Színikritikusok díja (A legjobb független előadás)
  - Szegedi Alternatív Színházi Szemle díja